# Słudzy Jezusa i Maryi
Słudzy Jezusa i Maryi – zgromadzenie zakonne na prawie papieskim, założone w 1988 roku przez Andreasa Hönischa, byłego jezuitę wydalonego z zakonu za swoje poglądy na katolicką doktrynę i wychowanie.
Pierwszymi członkami byli skauci z Federacji Skautingu Europejskiego w Niemczech (Katolische Pfadfinderschaft Europas), do dzisiaj opieka duszpasterska nad skautami jest jednym z głównych zadań zgromadzenia.
W 1994 roku zgromadzenie zostało przekształcone w Kongregację na prawie papieskim i zostało związane z Papieską Komisją Ecclesia Dei. Członkowie zgromadzenia starają się żyć na sposób jezuitów sprzed soboru. Dlatego też w liturgii używają zarówno Mszału Rzymskiego z 1962 roku (nadzwyczajna forma rytu rzymskiego) jak i Mszału Pawła VI z 1969 roku (zwyczajna forma rytu rzymskiego).
Zgromadzenie posiada własne seminarium w Blindenmarkt w Dolnej Austrii, do którego uczęszczają także klerycy Instytutu Świętego Filipa Neri, innego zgromadzenia związanego z Papieską Komisją Ecclesia Dei.